# Chlorophorus luxatus
Chlorophorus luxatus là một loài bọ cánh cứng trong họ Cerambycidae.